# Pirttisaari (ö i Mellersta Finland, Jyväskylä, lat 62,09, long 25,69)
Pirttisaari är en ö i Finland. Den ligger i sjön Päijänne och i kommunen Muurame i den ekonomiska regionen  Jyväskylä ekonomiska region  och landskapet Mellersta Finland, i den södra delen av landet, 220 km norr om huvudstaden Helsingfors. Öns area är 0,7 hektar och dess största längd är 120 meter i sydväst-nordöstlig riktning.